# Spanioptila nemeseta
Spanioptila nemeseta är en fjärilsart som beskrevs av Edward Meyrick 1920. Spanioptila nemeseta ingår i släktet Spanioptila och familjen styltmalar. Inga underarter finns listade i Catalogue of Life.